# القزعة (صعفان)

تعديل مصدري - تعديل

القزعة هي إحدى قرى عزلة الجرواح بمديرية صعفان التابعة لمحافظة صنعاء، بلغ تعداد سكانها 108 نسمة حسب تعداد اليمن لعام 2004.